# パク・ソラ
パク・ソラ（朝: 박소라、1972年6月11日 - ）は大韓民国の女性声優。
1996年に韓国MBCに入社。MBC13期。現在、文化放送声優劇会に所属。1999年10月、MBCの専属契約を離れ、フリーランスとして活動。

## 出演作品
※太字は主役・ヒロイン・メインキャラクター。

### アニメ
- ああっ女神さまっ（ベルダンディー）
- おジャ魔女どれみ（藤原はづき）
- 金色のコルダ（日野香穂子）
- けいおん! (秋山 澪)
- 少女チャングムの夢（イ・ヨンセン、ウン尚宮）
- スクールランブル（塚本八雲）
- SoltyRei（ローズ・アンダーソン）
- ドラえもん（源静香）
- ふたりはプリキュア （雪城ほのか／キュアホワイト）
- らき☆すた（高良みゆき）

### 吹き替え
- ダイヤモンド・イン・パラダイス（ローラ・シリロ（サルマ・ハエック））